# Развязка (фильм)
«Развязка» — советский полнометражный чёрно-белый приключенческий художественный фильм, поставленный на киностудии «Ленфильм» в 1968—1969 годах режиссёром Николаем Розанцевым. Первоначальный сценарий Анатолия Ромова и режиссёра Николая Розанцева написан в 1967 году и назывался «Скрытый враг». Потом цензура заставила режиссёра сменить название на «Амнистии не подлежит» и тот фильм был уничтожен по письму министра МВД СССР Н. А. Щёлокова. 

Согласно поручению заместителя заведующего отделом культуры ЦК КПСС тов. Черноуцана И. С. от 26 июня с. г., Комитет по кинематографии рассмотрел письмо министра внутренних дел СССР тов. Щелокова Н. А. о фильме «Амнистии не подлежит» (производства киностудии «Ленфильм»). Принято решение фильм не тиражировать, все исходные материалы вернуть на студию. Директору киностудии тов. Киселеву И. Н. дано указание внести предложения о переделке кинокартины с учётом высказанных в письме тов. Щелокова Н. А. замечаний.

Записка председателя Комитета по делам кинематографии при Совете министров СССР Алексея Романова, направленная в ЦК КПСС 3 июля 1969 года.— Письмо министра внутренних дел СССР Н.А. Щелокова секретарю ЦК КПСС П. Н. Демичеву от 13 июня 1969 года 
А затем последовали переделка сценария и съёмки уже другого фильма под названием «Развязка». Премьера фильма «Развязка» в СССР состоялась 26 января 1970 года.

## Сюжет
В Управление Государственной безопасности Ленинграда сдался человек, работавший связным на иностранную разведку, но своих сообщников он никогда не видел, и теперь чекистам предстоит найти их по минимуму данных. В дачном пригороде Ленинграда живёт некто Сотников. Он женился и устроился директором кинотеатра. Вскоре контрразведчики Андрей Батурин и Игорь Краснюков уже ведут сложное дело с убийством и несколькими подозреваемыми. Молодые оперативники выходят на резидента иностранной разведки… Они действуют без внешних эффектных приёмов (драк, погонь и прочих атрибутов приключенческого жанра). Контрразведчики прибегают к помощи опытного чекиста и вынуждают Сотникова совершать ошибки, что приводит к провалу его шпионской деятельности. Шпион арестован и амнистии не подлежит…

## В ролях
- Юрий Гусев — Андрей Николаевич Батурин, оперативник КГБ
- Николай Тимофеев — Григорий Павлович Васильченко, начальник отделения милиции, капитан милиции
- Алексей Яковлев — Игорь Краснюков, оперативник КГБ
- Геннадий Некрасов — Иван Александрович Токарев, начальник отдела КГБ
- Пётр Шелохонов — шпион Владимир Семёнович Сотников, директор кинотеатра, отчим Ирины
- Николай Гриценко — Александр Петрович Терехов, учитель рисования
- Константин Смирнов — Сергей Васильевич Малышев, милиционер
- Татьяна Майорова — Таня, сестра Андрея
- Игнат Лейрер — Данилин, связной шпиона
- Галина Шмакова — Ирина
- Валерий Смоляков — Валерий

## В эпизодах
- В титрах не указаны:
- Олег Белов — старший лейтенант Кузнецов, пограничник
- Олег Дашкевич — офицер
- Юрий Дедович — следователь на допросе
- Михаил Дубрава — эпизод
- Геннадий Дюдяев — мальчик с удочками
- Игорь Косухин — пограничник
- Александр Суснин — Лёша Федотов, послан директором кинотеатра сделать уборку в подвале
- Любовь Тищенко — Полина Васильевна, сестра Сергея
- Александр Михайлов — Воротихин
- Георгий Штиль — встречающий на станции

## Съёмочная группа
- Автор сценария — Анатолий Ромов
- Режиссёр-постановщик — Николай Розанцев
- Главный оператор — Владимир Бурыкин
- Главный художник — Грачья Мекинян
- Режиссёр — Н. Русланова
- Оператор — А. Бахрушин
- Композитор — Николай Червинский
- Звукооператор — Борис Антонов
- Художники:
по костюмам — Наталья Кочергина
декоратор — Вера Зелинская
гримёры — Василий Ульянов, Г. Грушина
- Монтаж — Ирины Руденко, Н. Жуковой
- Редактор — Я. Маркулан
- Ассистенты:
режиссёра — Олег Дашкевич, В. Свойский
оператора — В. Белянин, А. Романов
- Директор картины — Григорий Диденко

## Съёмки
- Съёмки фильма «Скрытый враг/Амнистии не подлежит» проходили в 1968 году в Ленинграде.
- Сценарий фильма «Скрытый враг» Анатолия Ромова и режиссёра Николая Розанцева написан в 1967 году.
- Сценарий фильма «Развязка» Анатолия Ромова и режиссёра Николая Розанцева написан в 1969 году.
- Съёмки фильма «Развязка» проходили в 1969 году в Ленинграде и Вильнюсе.
- На съёмки были приглашены ведущие московские и ленинградские актёры.
- Пересъёмки фильма «Развязка» проходили в Ленинграде  и Сестрорецке в 1969 году.

## Цензура
- Первоначальный сценарий Анатолия Ромова и режиссёра Николая Розанцева назывался «Скрытый враг». Потом цензура заставила режиссёра сменить название на «Амнистии не подлежит».
- Выход фильма совпал с покушением на Л. И. Брежнева 22 января 1969 года, которое совершил вооружённый мужчина, переодетый в форму милиции, что случайно совпало с сюжетом фильма «Амнистии не подлежит»: иностранный шпион Сотников переодевается в форму офицера советской милиции, обманывает таким образом контрразведчиков из КГБ и совершает убийство. Этот фильм министр внутренних дел СССР Щёлоков назвал антисоветским в своем письме в ЦК на имя Демичева. Гневное письмо министра Щёлокова в ЦК КПСС затем обсуждалось в Министерстве культуры СССР, и фильм был запрещён к показу как порочащий звание советского милиционера, а все его создатели были наказаны в той или иной форме. Советское правительство потребовало фильм уничтожить. В результате были смыты копии и негативы «Амнистии», а затем последовали переделка сценария, съёмки другого фильма и выход на экраны уже под другим названием — «Развязка»[1].

Текст письма Министра внутренних дел СССР Н. А. Щёлокова в ЦК КПСС:

На студии «Ленфильм» завершёны съёмки художественной кинокартины «Амнистии не подлежит» (режиссёр Н. Розанов (*), сценарист А. Ромов), которая, по нашему убеждению, содержит серьёзные политические ошибки. В качестве матёрого врага Советской власти, предателя Родины, резидента иностранной разведки в этом фильме выступает начальник районного отдела милиции. Такая тенденциозная трактовка образа руководящего работника органов внутренних дел может вызвать у зрителей глубокое негодование и недоверие к сотрудникам милиции, может породить искажённое представление о том, что в милиции работают люди, мировоззрение и убеждения которых враждебны кровным интересам советского народа и Коммунистической партии. Вызывает справедливое возмущение не только злостное искажение облика работника милиции, но и очевидная фальсификация действительности. В истории советской милиции не было случая, чтобы её руководящий работник стал бы агентом империалистической разведки. Обращает на себя внимание вредная тенденция сюжета, которая фактически противопоставляет органы КГБ, разоблачившие предательскую деятельность работника милиции, органам внутренних дел. Пропаганда с помощью кино такого рода надуманных «конфликтов» может в равной степени нанести ущерб авторитету органов госбезопасности и внутренних дел. Кинофильм «Амнистии не подлежит» порочит честь и достоинство работников милиции, противоречит требованиям ноябрьского постановления ЦК КПСС и Совета министров СССР к творческим организациям о правдивом отображении деятельности органов внутренних дел, всемерном укреплении их авторитета среди трудящихся. Прошу Вашего указания о запрещении выпуска на экран картины «Амнистии не подлежит». Вместе с тем при производстве кинофильмов, отображающих деятельность органов внутренних дел, было бы целесообразно учитывать мнение МВД СССР.
(*В документе опечатка, фамилия режиссёра — Розанцев.)— Письмо министра внутренних дел СССР Н.А. Щёлокова секретарю ЦК КПСС П. Н. Демичеву от 13 июня 1969 года 

## Прокат и сборы
- В 1969 году сдана в прокат 1 тысяча копий фильма.
- В течение 1970 года фильм посмотрели 25 миллионов зрителей.
- По итогам года журнал «Советский экран» включил фильм «Развязка» в список лидеров кинопроката.

## Критика
Кинокритик Н. Зеленко писала, что в фильме «нет острого поединка, действие развивается утомительно скучно, вяло», а «персонажи картины — фигуры абсолютно безликие».